# 톰 울프

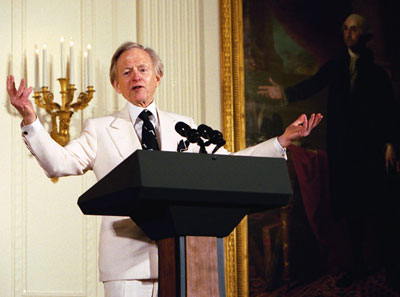
톰 울프

톰 울프(Tom Wolfe, 1931년 3월 2일 ~ 2018년 5월 14일)는 미국의 소설가, 언론인이다.

## 같이 보기
- 서사적 논픽션